# إسقاط اجتماعي
يعتبر الإسقاط الاجتماعي في علم النفس الاجتماعي عملية نفسية يتوقع الفرد من خلالها أن تكون سلوكياته أو مواقفه مشابهة لسلوكيات الآخرين. يحدث الإسقاط الاجتماعي بين الأفراد وفي سياقات المجموعة المتراصة والمجموعة الخارجية في مختلف المجالات. أظهرت الأبحاث أن جوانب التصنيف الاجتماعي تؤثر على مدى حدوث الإسقاط الاجتماعي. استُخدمت المناهج المعرفية والتحفيزية لفهم الأسس النفسية للإسقاط الاجتماعي كظاهرة. أكدت المناهج المعرفية على الإسقاط الاجتماعي باعتباره حدسًا مهنيًا، بينما أطّرته المناهج التحفيزية كوسيلة للشعور بالارتباط بالآخرين. يعمل الباحثون في البحوث المعاصرة حول الإسقاط الاجتماعي، على التمييز أكثر بين تأثيرات الإسقاط الاجتماعي والتنميط الذاتي على تصور الفرد للآخرين.

## الأدلة التجريبية
يبدو الإسقاط الاجتماعي قويًا على المستوى العام، إذ تُظهر الأبحاث أن الأفراد يواصلون الاعتماد على الإسقاط الاجتماعي عند تقييم الآخرين حتى عندما يعملون صراحةً بالظاهرة. أظهرت أبحاث الإسقاط الاجتماعي أيضًا أن هناك تأثيرات متسقة لهذه الظاهرة في مختلف السياقات الاجتماعية. وجدت الأبحاث المبكرة أنه يجب على الأفراد اعتبار الآخرين أو المجموعة مشابهين لهم في بعض القدرات، كشرط أساسي لحدوث الإسقاط الاجتماعي. وبالإضافة إلى التشابه، يُحدد تأثير الإسقاط الاجتماعي أيضًا من خلال تقييم التكافؤ. تظهر الأبحاث أن الأفراد يميلون أكثر لإسقاط أفكارهم أو معتقداتهم على الآخرين عندما يكون تصورهم للشخص أو المجموعة الأخرى أكثر إيجابية. رغم اتساق هذه التأثيرات عبر مجالات العاطفة والسلوك، فقد ثبت أن الاختلافات في قوة هذه الظاهرة تعتمد على ما إذا كانت التوقعات موجهة نحو مجموعة متراصة أو مجموعة خارجية.

### التأثير
أظهرت الأبحاث أنه في حالة عدم توفر معلومات للفرد لإجراء مقارنة اجتماعية، يميل الأفراد إلى الاعتقاد بأن الآخرين يتفقون عمومًا مع مواقفهم. ينطبق هذا المفهوم على العديد من مقاييس المواقف الأخرى. إذ يميل الأشخاص في العلاقات مثلًا، إلى إسقاط مواقفهم الخاصة على شركائهم. ويميل الذين يشعرون بإيجابية تجاه أنفسهم إلى الشعور بإيجابية أكبر تجاه شركائهم أيضًا، بينما يبلغ الذين يشعرون بالسلبية تجاه أنفسهم عن تقييمات أقل إيجابية. يعتبر الإسقاط الاجتماعي مهمًا أيضًا عند التنبؤ بمشاعر الآخرين. إذ وجدت الأبحاث التي تدرس تأثير الإسقاط الاجتماعي على سلوك سوق الأسهم أن المستثمرين الذين كانوا يخشون الانهيار شعروا أن الآخرين كانوا خائفين أيضًا ويُرجح انسحابهم من السوق. وأظهرت الأبحاث في علم النفس السياسي أن الإسقاط الاجتماعي يحدث أيضًا في العملية السياسية. وجدت دراسة أمريكية أن الذين يتمتعون بآراء أكثر استقطابًا حول القضايا السياسية يرون أن الآخرين أكثر استقطابًا أيضًا.

### السلوك
أظهرت الدراسات أن الإسقاط الاجتماعي يُحدد غالبًا الطريقة التي ينشئ بها الأفراد معلومات حول سلوك الآخرين ونواياهم في سياقات متنوعة. أظهرت الأبحاث أنه بعد تلقي التعليقات المتصلة بالذات، يميل الأفراد إلى المبالغة في تقدير أداء الآخرين أو التقليل منه، اعتمادًا على أدائهم الشخصي، إذ يقدر الناجحون أن الآخرين سيكونون ناجحين أيضًا، ويقدر الفاشلون أن الآخرين لن ينجحوا. اعتمدت زيادة أو تقليل التقدير في هذا السياق على تلقي التعليقات، ولكن مال الأفراد في المواقف العامة التي لم تُقدم فيها تعليقات، إلى تصورات أكثر تفاؤلًا لسلوك الآخرين عمومًا، معتقدين أن الناس أكثر ميلًا للنجاح في المتوسط. وجد تأثير مماثل في الدراسات التقييمية للإسقاط الاجتماعي وتصور السلوك التعاوني. أظهرت الأبحاث باستخدام مهمة معضلة السجينين، أن الذين يقررون التعاون يميلون إلى الاعتقاد بأن الآخرين سيتعاونون أيضًا. كُررت نفس النتيجة في تقييمات السلوك الموجه نحو الهدف في المواقف الموجهة نحو التعلم والتنافسية. وبصرف النظر عمّا إن كان يُحتفظ بالأهداف الشخصية للفرد ضمنيًا أو تُحدد صراحةً، يميل الأفراد إلى إسقاط أهدافهم الخاصة على الآخرين. يزعم علماء النفس أن ميل الأفراد إلى الاعتقاد بأن الآخرين سيتصرفون بطريقة مماثلة لهم، له تأثيرات وظيفية على تحسين تماسك المجموعة والسلوك التعاوني.